# Sablones
Sablones är ett släkte av skalbaggar. Sablones ingår i familjen vivlar.
Kladogram enligt Catalogue of Life:
| Sablones | \| \| Sablones setosus \| \| \| \| |
|          | \| \| Sablones setosus \| \| \| \| |
|          | Sablones setosus                   |
|          |                                    |